# New Brunswick Community College
Ne doit pas être confondu avec Collège communautaire du Nouveau-Brunswick.
 (janvier 2015).
Si vous disposez d'ouvrages ou d'articles de référence ou si vous connaissez des sites web de qualité traitant du thème abordé ici, merci de compléter l'article en donnant les références utiles à sa vérifiabilité et en les liant à la section « Notes et références ».
New Brunswick Community College (NBCC) est un collège communautaire situé dans divers endroits au Nouveau-Brunswick, Canada, y compris Moncton, Miramichi, Fredericton, Saint John, St. Andrews, et à Woodstock.
NBCC offre plus de 90 programmes, offerts à six campus ainsi que les sites des Premières Nations et des sites de prestation régionaux dans toute la province du Nouveau-Brunswick.
Le 29 mai 2010, le NBCC a lancé un modèle d'auto-gouvernance avec la proclamation de la Loi sur les collèges communautaires du Nouveau-Brunswick. Le mouvement créé NBCC comme une société autonome de la Couronne selon laquelle le président et chef de la direction des rapports du Collège à un conseil élu des gouverneurs.